# Sarajevska pivovara
Sarajevska pivovara d.d. (SASE: SRPVRK1) smatra se prvom industrijskom proizvodnjom u Bosni i Hercegovini, a osnovana je 1864. godine. Sjedište se nalazi u Sarajevu. To je jedina europska pivovara čija je proizvodnja bila kontinuirana tijekom Osmanskog Carstva, kao i za vrijeme vladavine Austro-Ugarske monarhije. Zgrada Sarajevske pivovare jedna je od najatraktivnijih zgrada u Sarajevu s arhitektonskim stilom koji je mješavina orijentalnog i klasičnog europskog dizajna.

## Povijest
Sarajevska pivara osnovana je 1864. godine i smatra se prvom industrijskom proizvodnjom u Bosni i Hercegovini. Godine 1907. Pivovara je postala najveća u Austro-Ugarskoj, a već 1898. godine proizvela je 45.000 hektolitara. Nakon završetka Prvog svjetskog rata i stvaranja Kraljevine Jugoslavije, proizvodnja piva je smanjena. 1923. godine Pivovara je nacionalizirana i postala je ekskluzivni dobavljač kraljevskog dvora, a između Prvog i Drugog svjetskog rata kupila je pivovaru u Slavonskom Brodu (1925.) i Petrovaradinu (1927.) te izgradila tvornicu slada u Skoplju (1927.).
Godine 1957. puštena je u rad prva automatska linija za punjenje piva kapaciteta 5000 boca na sat, a u sljedećih 15 godina sve su tvornice obnovljene pa je proizvodni kapacitet povećan na 400 000 hektolitara godišnje.
Osamdesetih godina 20. stoljeća, Sarajevska pivovara bila je u najvećoj krizi u svojoj povijesti, a u bivšoj Jugoslaviji pala je na 20. mjesto od ukupno 28 pivovara u bivšoj Jugoslaviji. Pad je uspješno zaustavljen i do 1991. godine Pivovara je modernizirana, a proizvodnja je povećana tri puta pa je Sarajevska pivovara svrstana među četiri vodeće pivovare u bivšoj Jugoslaviji.
Razvoj Sarajevske pivovare zaustavljen je u razdoblju 1992. – 1995., tijekom rata u BiH, prilikom kojeg je gotovo uništena, a šteta je procijenjena na više od 20 milijuna američkih dolara. U tom razdoblju Pivovara nije prestala raditi i proizvodnja je bila simbolična - samo 3 % prethodne proizvodnje. Za stanovnike Sarajeva bio je jedini izvor pitke vode u opkoljenom gradu. Od 1996. do 2013. godine tvornica je uspješno obnovljena, a u njezin razvoj i modernizaciju uloženo je oko 43 milijuna eura.

## Proizvodnja
Sarajevska pivovara danas je vodeća bosanska tvrtka u proizvodnji piva, gazirane i negazirane vode, bezalkoholnih pića i sokova. Proizvodnja se odvija u sjedištu tvrtke u starom dijelu Sarajeva, na površini od oko 17.400 m2. Čitav proizvodni proces Sarajevske pivovare u skladu je s najvišim tehničkim standardima. Standardi kontrole kvalitete i okoliša i sustav HACCP razvijeni su te implementirani u skladu s međunarodnim standardima EN ISO 9001: 2000, ISO 14001: 2004 i Codex Alimentarius. Usklađenost sustava sa zahtjevima tih standarda potvrdila je revizija nezavisne istaknute certifikacijske kuće RWTÜV i izdavanje u TÜV CERT potvrde o sukladnosti. Najprepoznatljiviji proizvod Sarajevske pivovare - Sarajevsko pivo, jedna je od robnih marki u Bosni i Hercegovini. Sarajevska pivovara također ima licenciranu proizvodnju Pepsija i Oettingera.

## Zgrada
Zgrada Sarajevske pivovare jedna je od najatraktivnijih zgrada u Sarajevu s arhitektonskim stilom koji je mješavina orijentalne i klasične europske arhitekture. U okviru Sarajevske pivovare postoji pivarski muzej, jedini takve vrste u BiH. Izložba muzeja podijeljena je u različita razdoblja - Osmansko carstvo i Austro-Ugarska monarhija, svjetski ratovi, socijalističko i poslijeratno razdoblje u BiH.